# Drosophila moju
Drosophila moju este o specie de muște din genul Drosophila, familia Drosophilidae, descrisă de Pavan în anul 1950. Conform Catalogue of Life specia Drosophila moju nu are subspecii cunoscute.